# 高橋和樹
高橋 和樹（たかはし かずき、1980年2月3日 - ）は、日本のボッチャ選手。2020年東京パラリンピックボッチャBC3・ペア銀メダリスト。フォーバル所属。

## 経歴
埼玉県草加市出身。5歳のときに柔道を始める。草加市の清門小学校卒業後、中学は柔道の強豪校としても知られる足立学園に進学し、全国大会に出場するなど活躍を見せたが、高校2年生のときに試合で投げられた際、首の骨を折って頚椎損傷の大怪我を負い、鎖骨から下に麻痺を生じて車いす生活となった。
高橋は、「車いす生活ぐらいで可哀想だと思われたくない」との思いでパラリンピックへの出場を決意し、2013年に東京でのパラリンピック開催が決定した後、2014年からボッチャを始めた。競技を始めてからすぐに頭角を現した高橋は、2015年に日本選手権で優勝を果たし、翌2016年には世界選手権で準優勝を果たした。しかし、同年出場したリオデジャネイロパラリンピックでは予選リーグで敗退した。
リオデジャネイロパラリンピックで敗退した後は、練習環境を改めた。それまでは「自立生活センター」という場所で、働きながらボッチャの練習や試合遠征に取り組んでいたが、パラリンピックで結果を残すためには仕事とボッチャの両立が難しいと判断し、2018年に、世界を目指すためにより競技に集中できる環境を提供していた株式会社フォーバルに、アスリート雇用の枠で転職した。
また、選手の指示で投球器具の調節などを行い、ボッチャBC3の試合で重要な役割を果たす「アシスタント」は、2015年から特別支援学校教諭であった峠田佑志郎が務めていたが、峠田も2019年の春に長く勤めていた特別支援学校を退職してホームヘルパーの資格を取得し、高橋の生活支援とボッチャのアシスタントに専念する環境を整えた。峠田は高橋よりもボッチャ歴が長く、高橋のコーチとしての役割も果たしている。選手との意思疎通や盤面を見ることが禁止されている試合中にも、高橋の表情から戦局を推定し、わずかに高橋と目を合わせることで高橋に戦略を改めさせるなど大きな役割を果たしており、峠田は自ら「高橋の強みはアシスタントである自分だ」と自負している。
2018年にはボッチャ日本選手権で準優勝、2019年には3位の成績をおさめた。国際大会では、2018年のワールドオープン大会で個人戦3位・ペア戦2位、2019年のワールドオープン大会でペア戦優勝を果たした。2020年アジア・オセアニア選手権BC３クラスのペアでは2位。
2021年には、BC3クラスに東京パラリンピックに日本代表として出場した。BC3ペアの準決勝では、世界ランク1位のギリシャ代表に勝利して初めてとなるメダルを確定させた。決勝では前回大会で銀メダルを獲得した強豪国韓国代表相手に序盤は圧倒され、第3エンド終了時点で1 - 4と大きくリードを許していたが、最終エンドとなる第4エンドで、味方の球を押し込みつつ自らの放った球もジャックボールに近づけるという高橋の投球により一気に3点を獲得して追いつき、タイブレークまで持ち込む接戦を演じた。タイブレークでは韓国が得点を獲得し敗北したが、日本初のBC3でのメダルとなる銀メダルを獲得した。

## 人物
トレードマークはマッシュルームヘア。もともと短髪であったが、2015年ごろに職場の女性がマッシュルームヘアにして周りから良い反応だったのを見て、冗談で「同じ髪型にして良いか」と尋ねマッシュヘアにしたのが現在の髪型になったきっかけである。その後、高橋の応援団がマッシュルームヘアの高橋のイラストを描いた応援グッズを制作したため、髪型を戻すに戻せなくなってしまったという。世界選手権で準優勝した時には、観客席から「マッシュルームジャパン」との声援が飛んだ。